# Norská hnědožlutá slepice
Norská hnědožlutá slepice (norsky: Norske Jærhøns) je slepice, která se chová především jako nosné plemeno.

## Původ plemene
Norská hnědožlutá slepice byla vyšlechtěna v Norsku v okolí města Stavanger.